# Kulsprutegevär
- Övre vänster: Tyskt kulsprutegevär MG36 med dubbeltrummagasin.
- Övre höger: Brittiskt Bren kulsprutegevärs i liggande skytteställning.
- Undre vänster: Finskt 7,62 mm snabbeldsgevär Lahti-Saloranta modell 1926 i eldställning under vinterkriget.
- Lägre höger: Ryskt kulsprutegevär RPK-74.

Kulsprutegevär (militärförkortning: kg) är en militär klass av helautomatiska finkalibriga eldhandvapen som är ett mellanting av gevär och lätt kulspruta. Som namnet antyder är det främst avsett att skjuta automateld som en kulspruta, men skiljer sig från sådana i att använda magasinmatning som ett gevär istället för bandmatning. Gentemot automatkarbiner, vilka också har magasinmatning och förmågan att avge automateld, är kulsprutegevär avsedda som understödsvapen och utformade för att kunna skjuta långa skurar automateld utöver kort stridsavstånd. De är ofta försedda med benstöd och tung pipa (grövre rörkonstruktion) för att minska spridningen vid automateld och för att tåla fler skott i följd på bekostnad av vikt. För att hålla eldhastigheten uppe används främst utbytbara magasin med hög ammunitionskapacitet (40+ skott), så kallade högkapacitetsmagasin, men även standardkapacitetsmagasin (30 skott) används vid behov. Se även avsnittet ovanmatande magasin.
Historiskt har kulsprutegevär ofta agerat som rörligare och enklare varianter av lätta kulsprutor och särskiljs inte i alla länder. Sedan Nazityskland introducerade den revolutionerande lätta enhetskulsprutan Maschinengewehr 34 under andra världskriget har flertalet länder följt i dess fotspår och satsat på lätta bandmatade kulsprutor framför magasinmatade kulsprutegevär, varav kulsprutegevär i dag nästan helt ersatts av sådana. Moderna exempel förekommer dock, såsom tyska MG36 och sovjetiska RPK, samt RPK-74. Det första ordentliga kulsprutegeväret var det danska Madsen Rekylgevær M.1903.

## Terminologi
Termen kulsprutegevär är gammal och skulle kunna översättas i modernt språk till helautomatiskt gevär. Detta då kulspruta i gammal terminologi betyder automatvapen generellt. Denna terminologi har även använts i andra länder, såsom Frankrike där det hette Fusil mitrailleur (gevärskulspruta) och Italien där det hette Mitragliatrice fucile (Kulsprutegevär). I andra länder har benämningen varierat lite mer. I Finland till exempel är den vanliga benämningen snabbeldsgevär (Sg) (pikakivääri). På danska kallas vapnet ofta Rekylgevær (rekylgevär) efter den kända inhemska Madsen Rekylgevær M.1903, trots att rekylgevär egentligen hänvisar till vapnets omladdningsfunktion (jämför Gasgevær, "gasgevär"). På engelska förekommer begreppet automatic rifle (automatgevär), se till exempel Browning Automatic Rifle, men det hänvisar modernt främst till helautomatiska gevär och inte en militär vapenklass. Utöver detta betraktas vapnet som en lätt kulspruta i flertalet länder där ingen terminologisk skillnad görs mellan magasinsladdade och bandmatade vapen.

## Historia
Kulsprutegeväret utvecklades under slutet av 1800-talet som en magasinmatad kulspruta avsedd att bäras av en enskild soldat i strid. Redan från början användes de främst som stillastående understödsvapen likt traditionella kulsprutor, men det förekom diverse experiment i olika doktriner. Under första världskriget till exempel använde den amerikanska armén sina Browning Automatic Rifle (BAR) kulsprutegevär i en gående roll. BAR-skyttar var tränade i att skjuta understödseld från höften under gång mot fienden. Skyttarna var försedda med en form av hölster på höften som tog emot vapnets kolv och absorberade rekylen under gående eldgivning. Denna doktrin visade sig inte praktiskt och försvann snabbt efter kriget.
Då kulsprutegevären ofta är dyrare än vanliga enhetsvapen distribueras de som specialvapen efter behov.

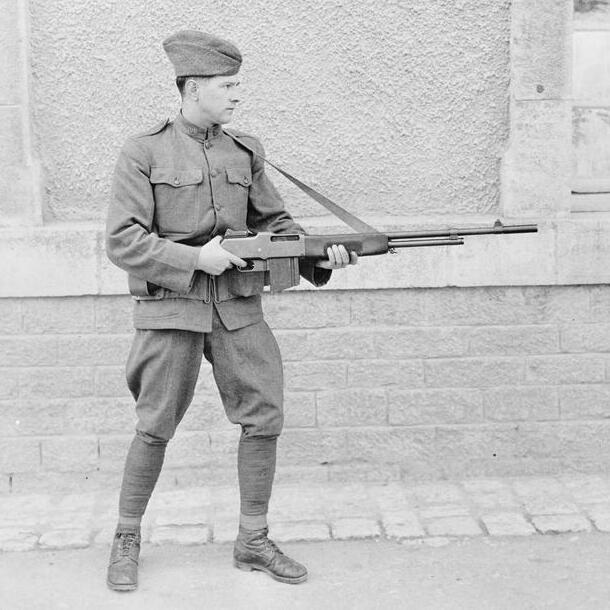
Amerikansk soldat som demonstrerar stående eldgivningsläge med ett Browning Automatic Rifle M1918 kulsprutegevär, november 1918. På höften sitter ett hölster som tar emot vapnets kolv och absorberar rekylen.
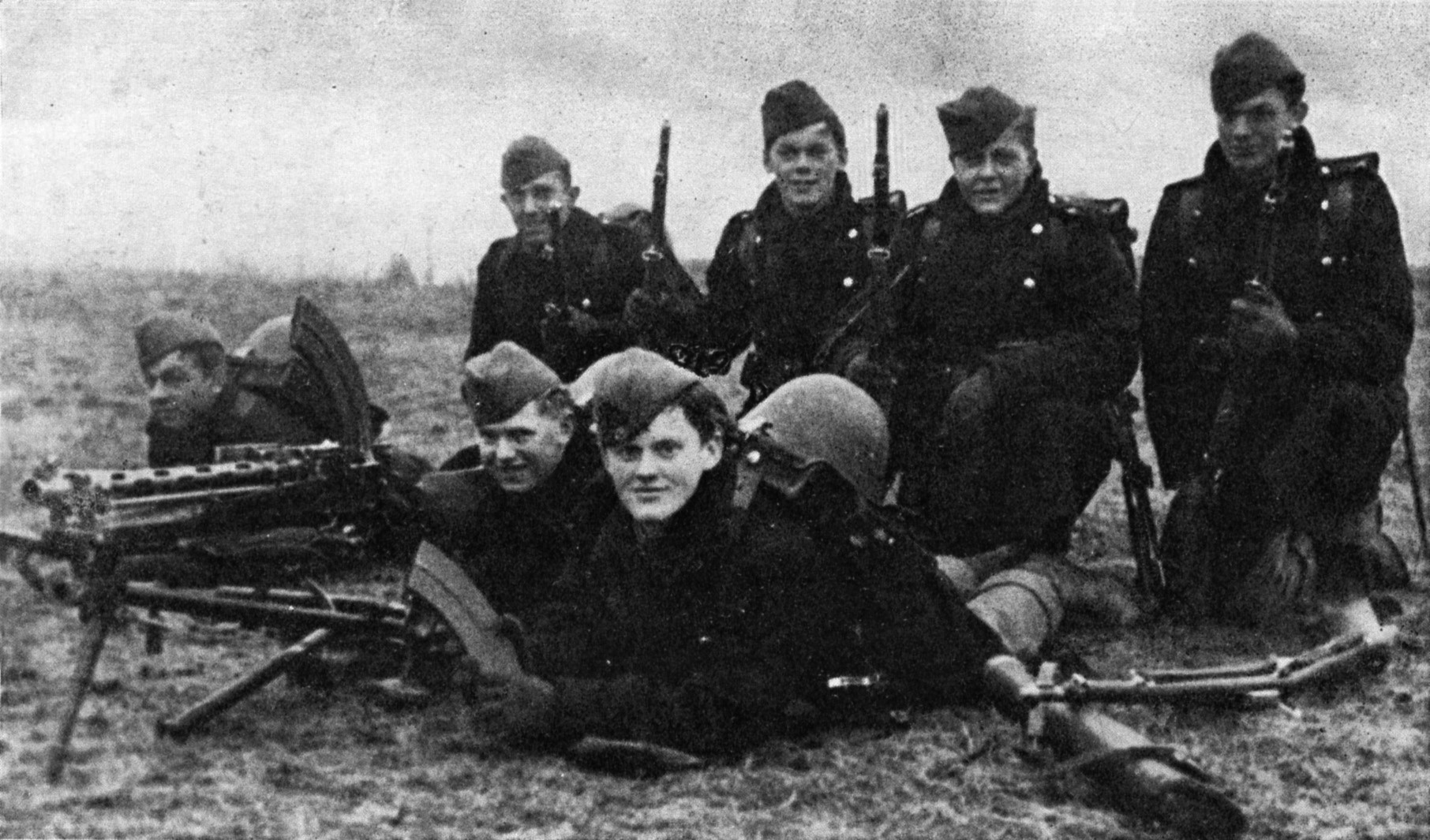
Dansk kulsprutegevärsomgång den 9 april 1940. Skytten i mitten med 7,5 mm kg Madsen modell 1924 på lavett modell 1932; laddaren till vänster om skytten, gruppchefen till höger, som eldobservatör. I bakre raden fyra knästående gevärsskyttar.
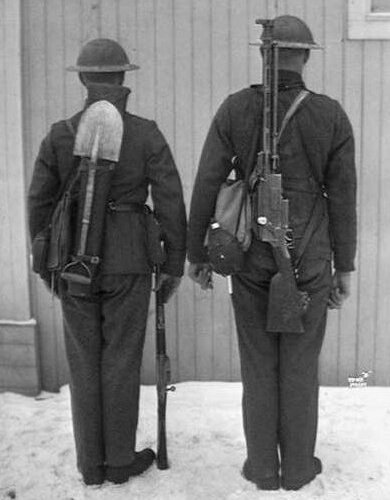
Norsk skytt (höger) och laddare (vänster) till ett 6,5 mm Madsen kulsprutegevär, 1928. Skytten bär kulsprutegeväret på ryggen. Laddaren håller i ett Krag–Jørgensen M/1894 repetergevär.

### Ovanmatande magasin

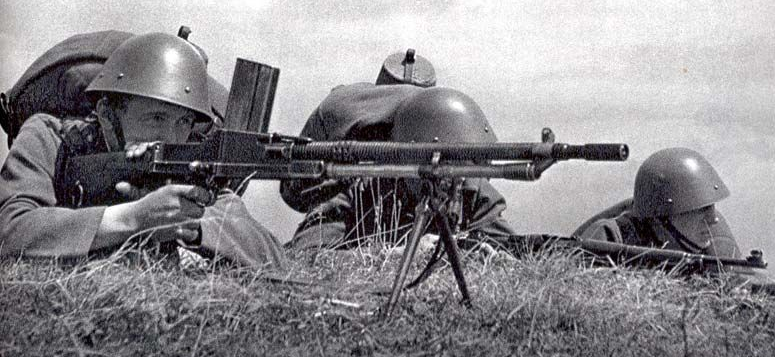
Tjeckoslovakiskt kulsprutegevär 7,92 mm kg ZB vz.26 med ovanmatande magasin, under en manöver i slutet av 1930-talet. Kulsprutegeväret användes även i Sverige som kulsprutegevär m/39.

Tidiga kulsprutegevär använde gentemot moderna exempel ofta magasin med låg ammunitionskapacitet (20 skott), även om magasin med högre ammunitionskapacitet fanns tillgängligt. Detta berodde på att konstruktionstekniken som användes för att tillverka tidiga magasin gjorde dessa känsliga för yttre påfrestning, vilket kan påverka patronmatningen negativt och leda till eldavbrott. Detta visade sig vara ett stort problem under första världskriget med vapen såsom det franska kulsprutegeväret Chauchat, vilken använde undermatande magasin med hög ammunitionskapacitet, varav krigets erfarenheter populariserade idén att använda små magasin där de mindre magasinytorna medgav högre stelhet i väggarna. För att upprätthålla hög eldhastighet med så små magasin konstruerades kulsprutegevär för att använda utbytbara magasin som matar vapnet ovanifrån. Denna utformning är praktiskt eftersom skytten eller en sidliggande laddare enkelt kan ladda om vapnet i liggande eller uppsatt eldställning utan att behöva manövrera vapnet. Ovanmatande magasin enligt denna idé populariserades redan med Madsens kulsprutegevär M.1903, men fick nytt liv efter första världskriget i populära konstruktioner som det japanska kulsprutegeväret Typ 11 (med laddramsschakt) och det tjeckoslovakiska kulsprutegeväret ZB vz.26, den senare vidareutvecklad till de japanska kulsprutegevären Typ 96 och Typ 99, samt det brittiska kulsprutegeväret Bren. Ovanmatande magasin gjorde det även möjligt att skapa billigare fjäderfria magasin som matar genom gravitation.

### Sverige
Det första kulsprutegeväret var den vattenkylda modellen Kulsprutegevär fm/Kjellman från 1914. Övriga kulsprutegevär i svenska försvaret var kulsprutegevär m/14, m/21, m/37, m/39 och m/40.
Kulsprutegevär m/21 köptes in från belgiska FN Herstal och baserades på deras förbättrade Browning Automatic Rifle med pistolhandtag och benstöd, fast omkamrad till svensk kaliber (6,5 × 55 mm). Typen modifierades senare till kg m/37 med snabbytespipa.
Kulsprutegevär m/39 (tjeckoslovakiska "ZB vz.26") var ursprungligen kamrad i den tyska patronen 7,92 × 57 mm, i Sverige betecknad "7,92 mm patron m/39". Denna patron fanns bara i begränsat antal och användes enbart av kg m/39. När den tyska ammunitionen skjutits upp bestämdes det att omkamra vapnet till den svenska patronen 6,5 mm patron m/94 på grund av vapnets popularitet i det svenska hemvärnet.

## Kända modeller
- Bren kulsprutegevär
- Browning Automatic Rifle (BAR)
- Chauchat
- Madsen kulsprutegevär M.1903
- RPK-74
- ZB vz. 26

## Bildgalleri

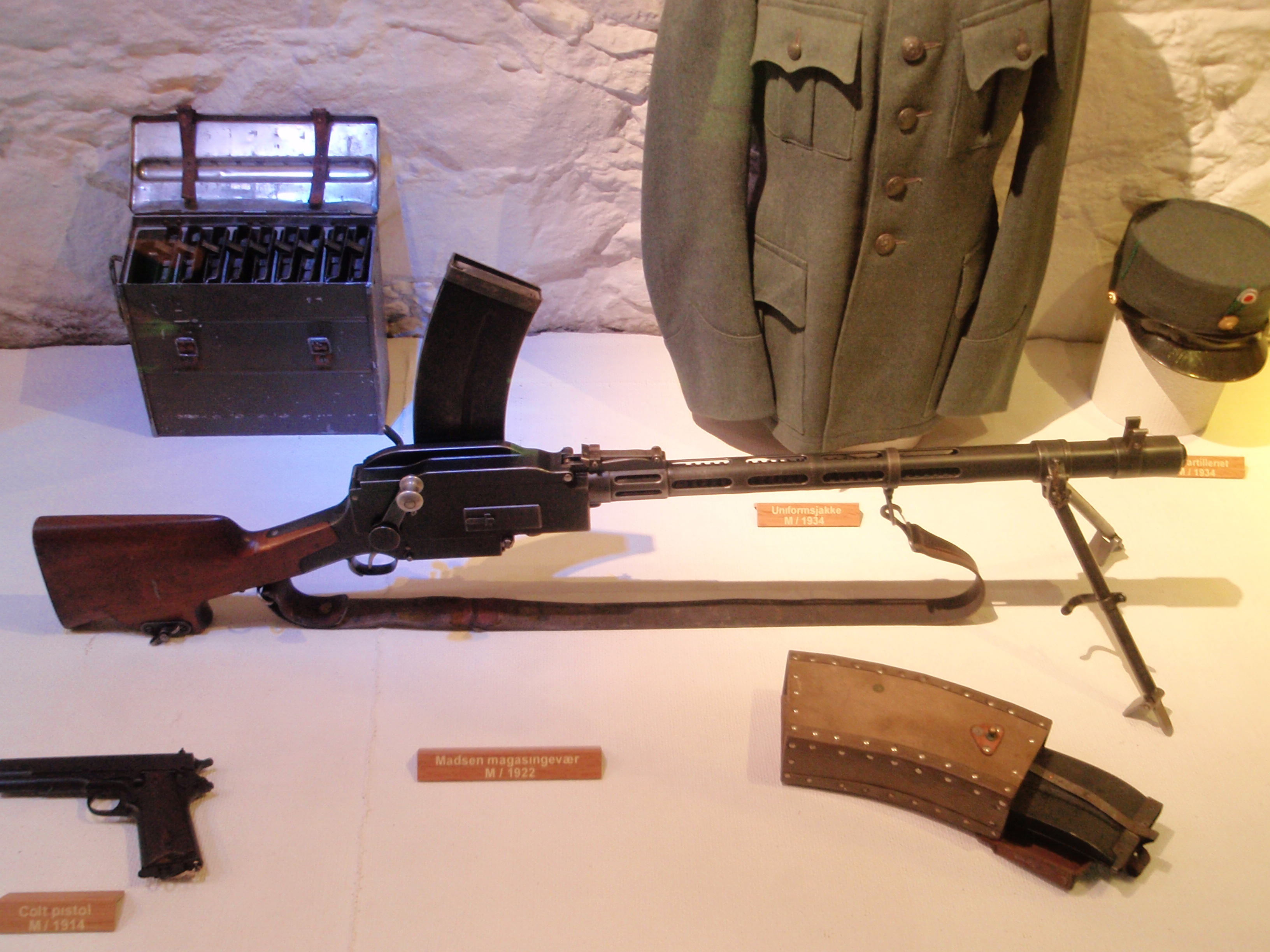
Danskt kg Madsen 1902 i norskt utförande med kaliber 6,5 mm.
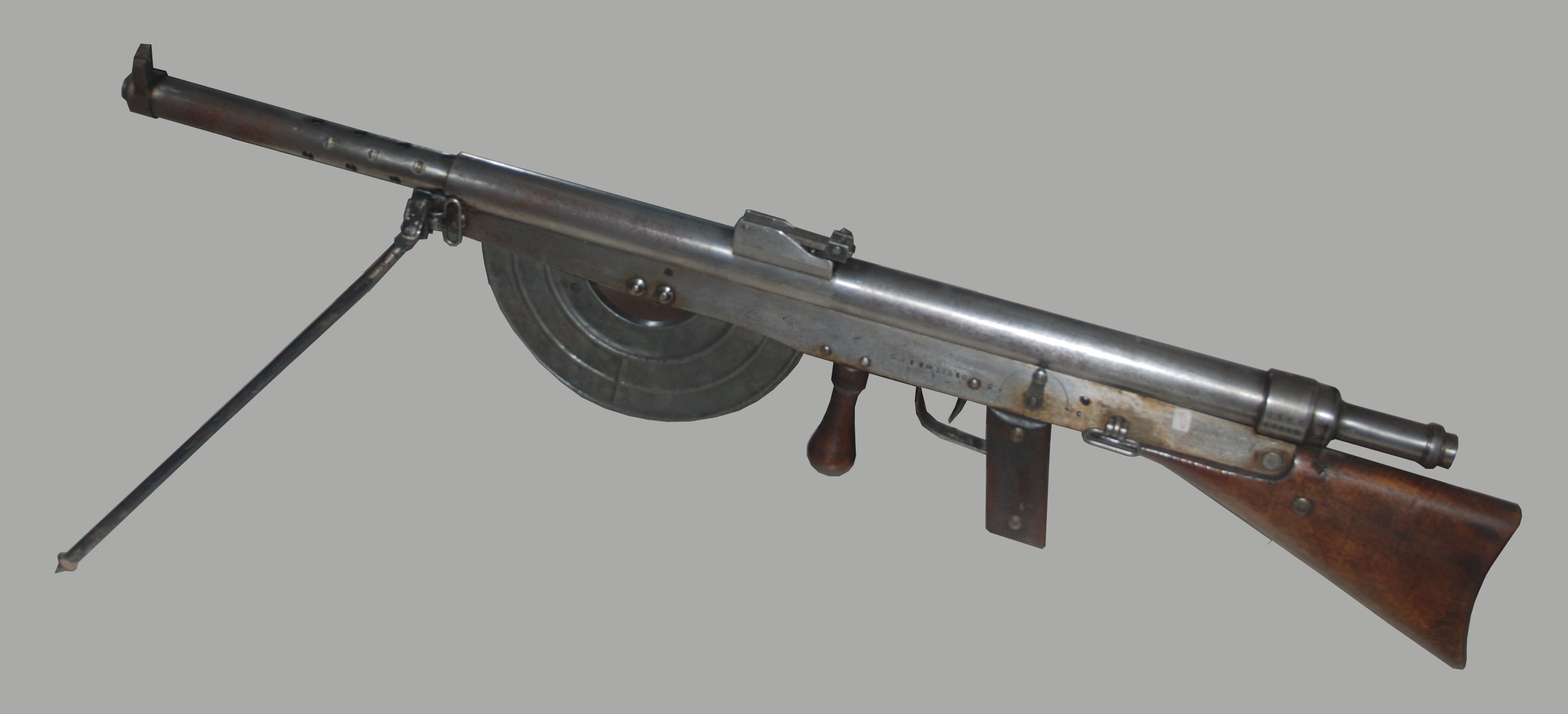
Fransk 8 mm kg Chauchat
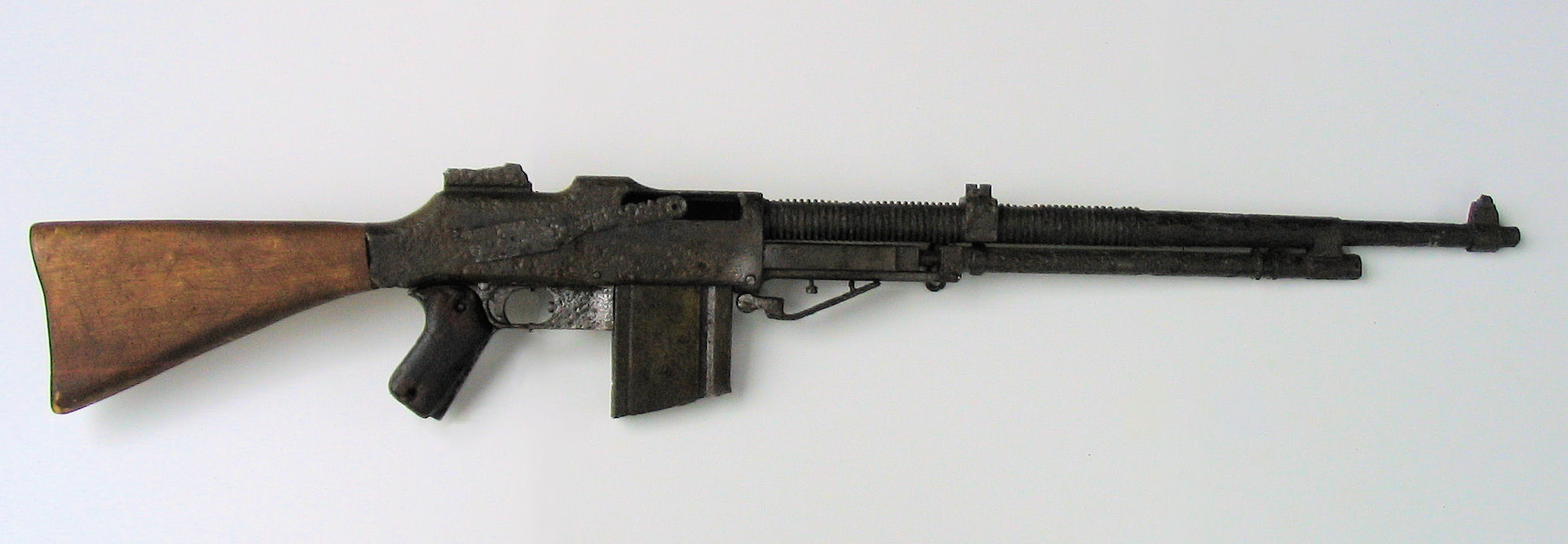
Browning kg i polskt utförande, modell 1928 med kaliber 7,92 mm.
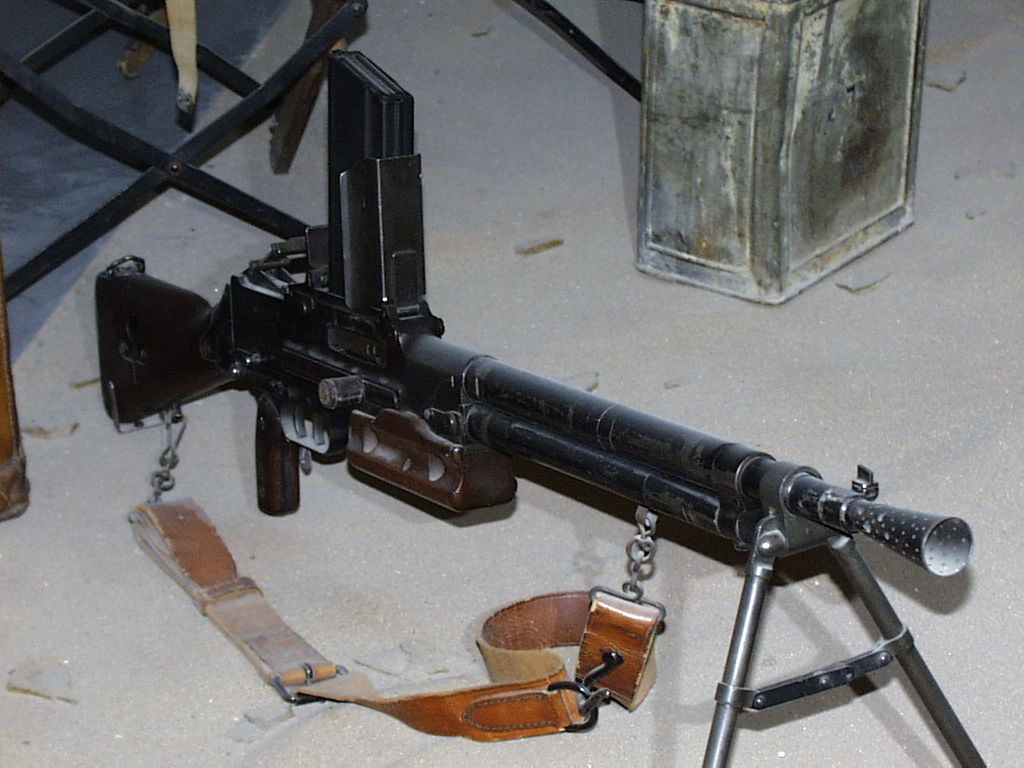
Franskt 7,5 mm kg MAC 24/29.
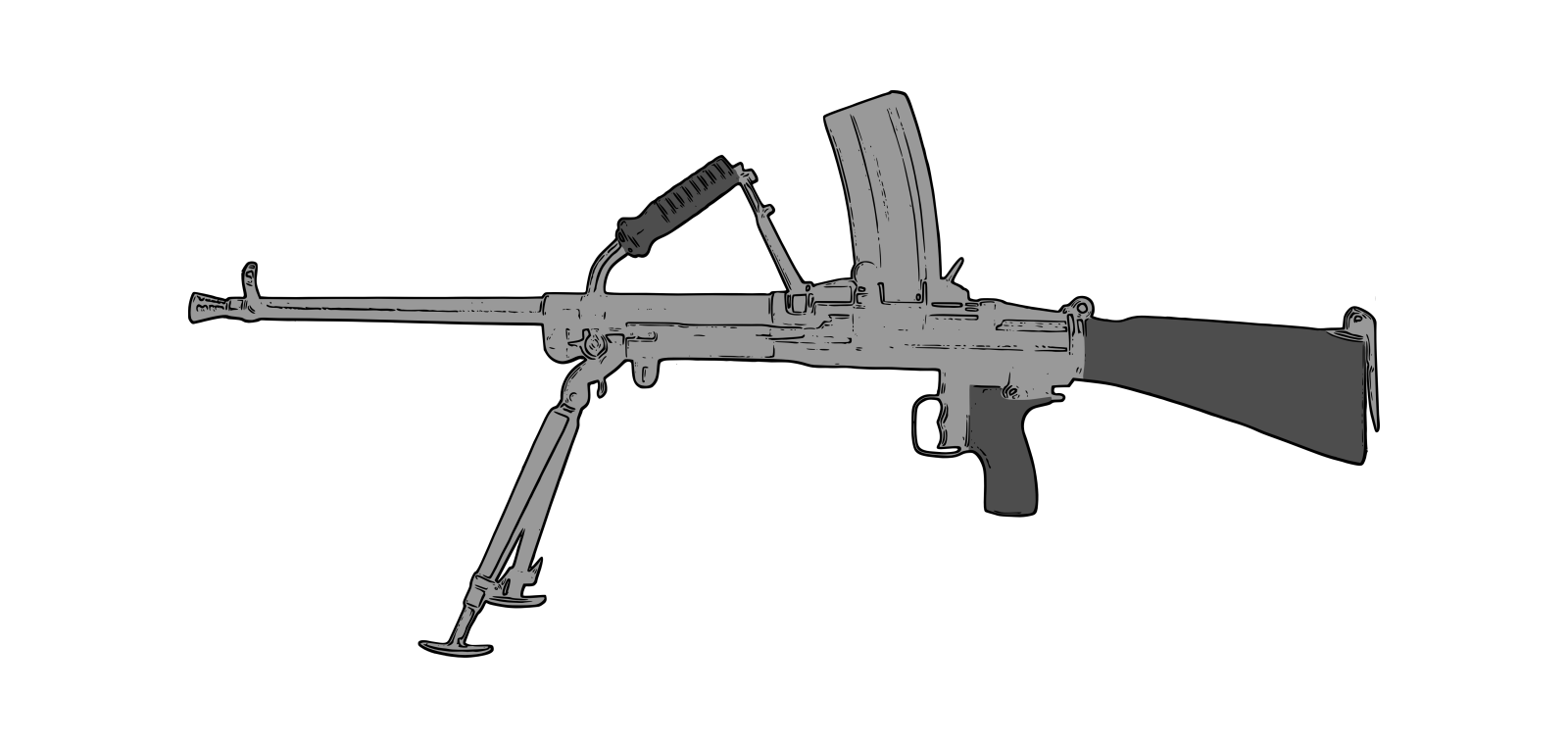
Tjeckiskt 7,62 mm kg Vz52.
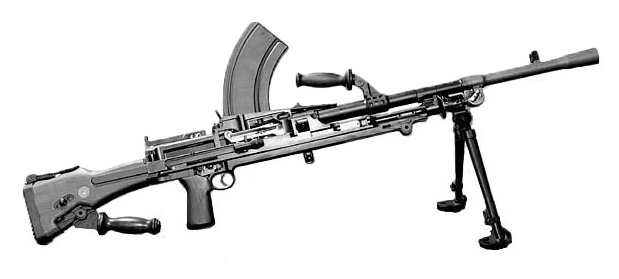
Kg modell Bren.
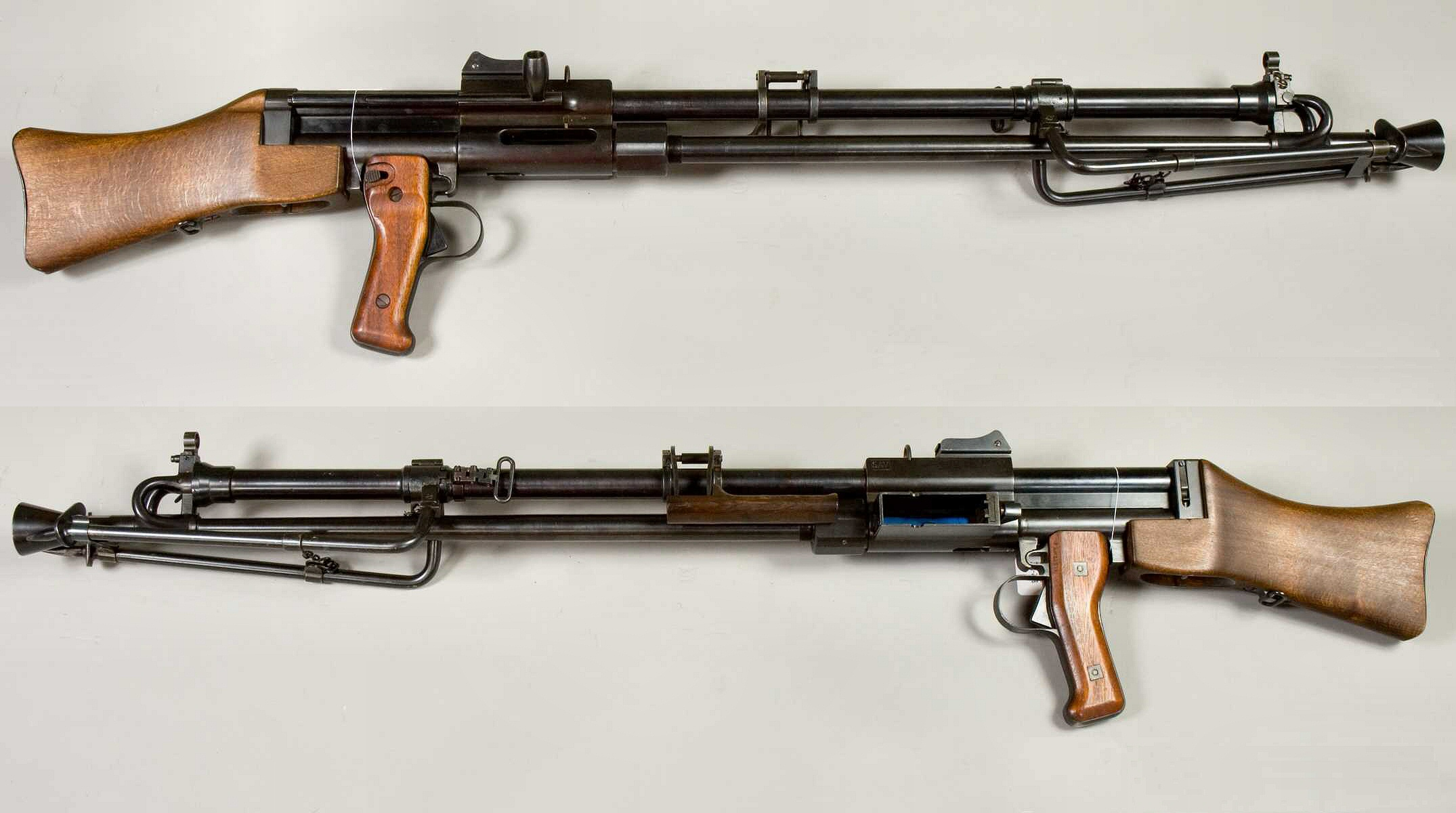
Svenskt 6,5 mm kulsprutegevär m/40.
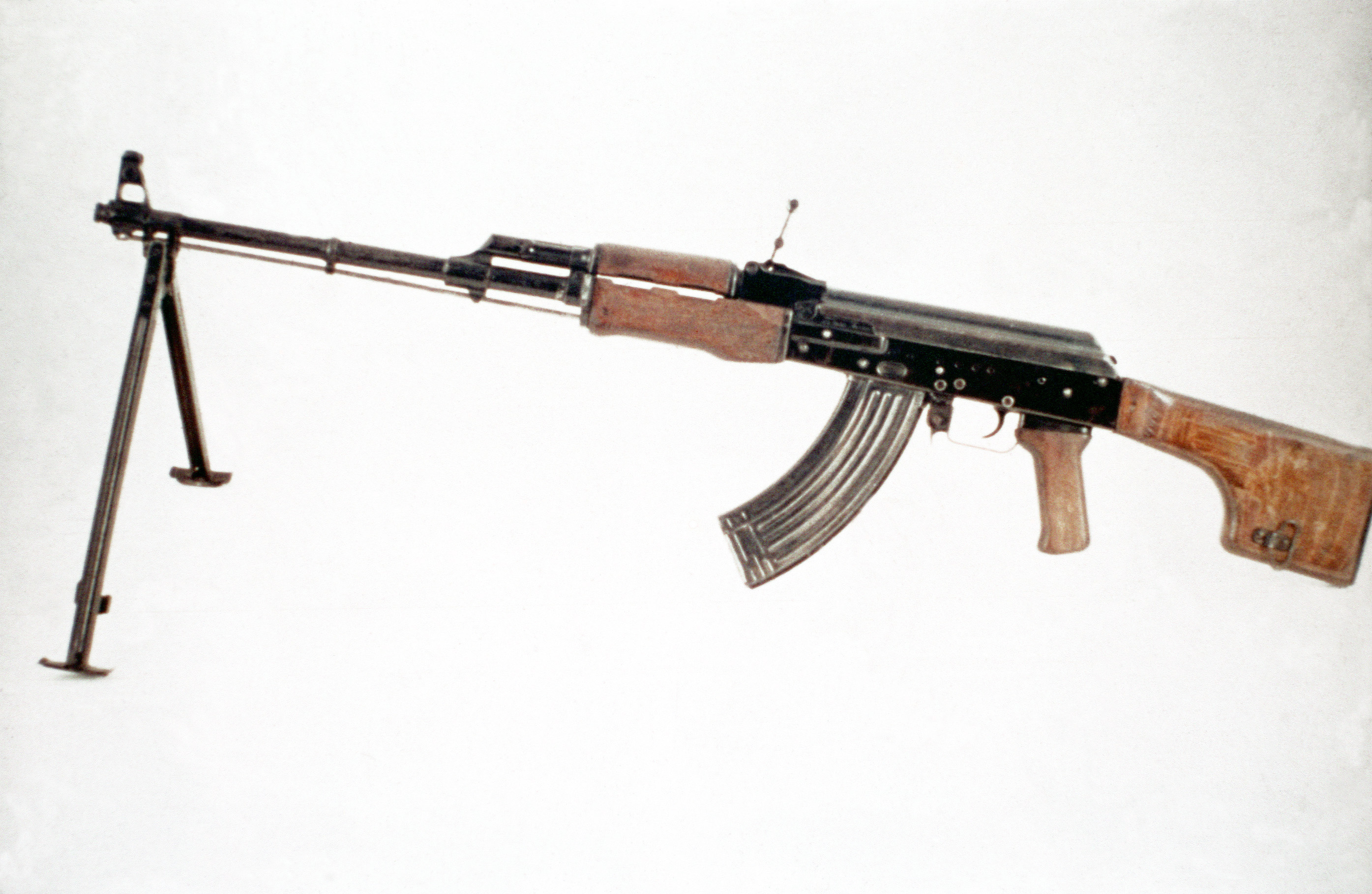
Ryskt 7,62 mm kg RPK.
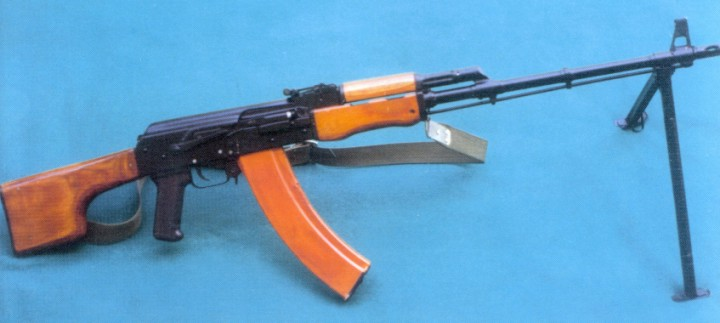
Ryskt 5,45 mm kg RPK-74.
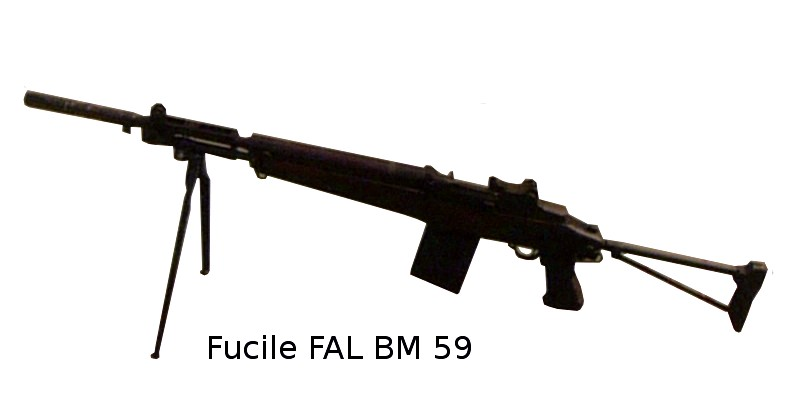
Italienskt 7,62 mm kg FAL BM 59 med hopfällbar kolv.
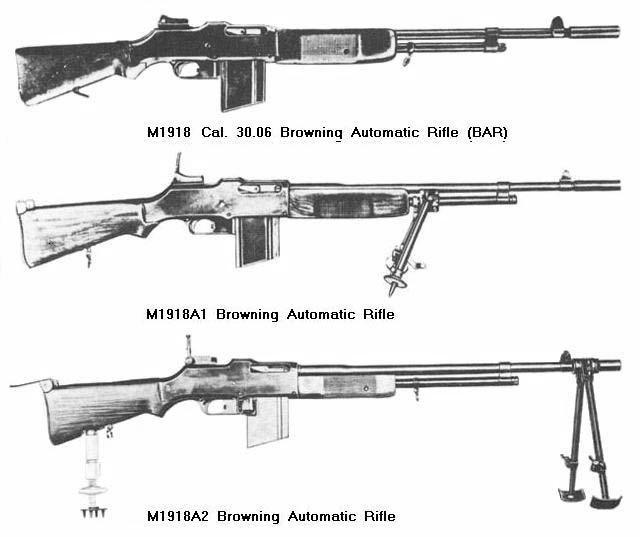
Amerikanska 7,62 mm Browning Automatic Rifle M1918 i olika modeller.